# Elachistosuchus
Elachistosuchus — вимерлий рід неодіапсидних рептилій, швидше за все, базальний архозавроморф, відомий з пізнього тріасу Арнштадтської формації Саксонії-Ангальт, центральна Німеччина. Він містить один вид, Elachistosuchus huenei, відомий з однієї особини E. huenei, який спочатку вважався псевдозухіальним архозавром, а потім ринхоцефальним лепідозавром, в основному ігнорувався в науковій літературі, оскільки його малий розмір і крихкість не дозволяли подальшу механічну підготовку та дослідження. Однак нещодавно було проведено неінвазивне сканування μCT, щоб визначити його місце розташування серед рептилій, і було виявлено, що він представляє більш базальну рептилію, потенційно тісно пов'язану з кількома ранніми кладами архозавроморфів.